# Sampension
Sampension Livsforsikring A/S er en dansk livsforsikrings- og pensionskoncern. Sampension er et af landets femte største pensionsselskaber, med over 270.000 kunder og en balance på 268 mia. kr.
Sampension blev grundlagt i 1945 og er et datterselskab af Kommunernes Pensionsforsikring A/S (KP) og administrerer de tre arbejdsmarkedspensionsordninger Kommunernes Pensionsforsikring, StK:Pension og Grafisk Pension. De ordninger er siden blevet sammenlagt. I 2016 overtog Sampension de to mindre pensionskasser Arkitekternes Pensionskasse og Pensionkassen for Jordbrugsakademikere og Dyrlæger fra MP Pension (tidligere Unipension). 
Selskabet ejes af overenskomstparterne på de områder, hvor selskabet er pensionsleverandør. HK ejer 28,5 %, KL 19,6 %, Offentligt Ansattes Organisationer 15,5 %, Dansk Metal 5,6 %, Danske Regioner 2,5 %, Tandlægeforeningen 0,4 % samt 41 danske kommuner, der til sammen ejer 27,9 %. 
Den administrerende direktør er Hasse Jørgensen. Borgmester Jens Ejner Christensen er bestyrelsesformand. Selskabets domicil er beliggende i Tuborg Havn, Hellerup.

## Produkter
Sampension har i lighed med andre selskaber flere forsikrings- og pensionsordninger:
- Markedsrentepension, hvor kunden tager al investeringsrisikoen. Al nytegning sker i disse ordninger. Livscyklus- eller "unit linked"-produkt.
- Gennemsnitsrentepension, hvor der sker en udjævning af investeringsafkastet over tid. De ældste aftaler er med ydelsesgaranti, mens de nyeste er ugaranterede. I lighed med resten af sektoren er ordningerne ved at blive udfaset. Pr. 2016 er markeds- og gennemsnitsrenteprodukterne omtrent lige store.
- Genforsikring af kommunernes pensionstilsagn til ca. 18.000 tjenestemænd.
- Div. tab af erhvervsevne/syge- og ulykkesforsikring (TAE/SUL)